# Руселия
Руселията (Russelia) е храст от семейство Plantaginaceae – Живовлекови, (по-рано е била включена в семейство Scrophulariaceae – Живеничеви) с естествен хабитат Мексико. Първоначално е пренесено и се отглежда успешно в Централна и Южна Флорида, постепенно се разпространява по цял свят, където позволяват климатичните условия. Топлолюбиво растение.

## Описание
Руселията е бързорастящ силно разклонен храст, с тънки стебла и тънки, тъмно зелени листа, излизащи под ъгъл на стеблата. Понякога листата са дребни като люспички. Стеблата са жилави и изправени. Дължината им достига 1,2 до 1,8 m. Образуват туфи, чиято горна част пада каскадно надолу заедно със снопчета ярко червени или бели цветове с дължина до 2,5 cm, приличащи на малки факли, откъдето и името Firecracker plant. Russelia equisetiformis lutea има жълтоцъфтяща форма, както и двуцветна – едновременно жълти и червени цветове.

## Отглеждане
Руселията е едно от често отглежданите градински растения и лесно се разпознава по ясно червените си цветове с форма на тънки издължени камбанки. Руселията не е капризно растение, издръжлива е и може да се открие из много европейски градини. Позната е също като Firecracker plant и Coral plant. Руселията може да бъде листопадна при континентален климат. Препоръчва се растението да се отглежда на открито от пролет до ранна есен, след това е добре да се прибере в зимна градина или оранжерия. При субтропичен и тропичен пояси, където се отглежда на открито и цъфти целогодишно, руселията е вечнозелена.
- Почва: Богати на хумус и добре дренирани. Руселията толерира както кисели, така и варовити почви.
- Светлина: Пряка слънчева светлина, или частично засенчено, но иска поне 4 часа директно слънцеогряване.
- Поливане: Обилно, като се следи почвата да не пресъхва.
- Подхранване: Редовно с всеки полив, с тор за цъфтящи растения с високо съдържание на калий.
- Температури: Най-ниска зимна 10 – 12 °C и летни от 22 °C.

## Размножаване
Руселията е лесна за вкореняване напролет чрез връхни резници или чрез привеждане през лятото и есента. Резниците трябва да са с минимална дължина от 7 – 8 cm, за вкореняване се ползва пясък или перлит, които е препоръчително да се поддържат топли и влажни.
По време на атрактивния цъфтеж привлича пчели, които събират нектар от цветовете, някои видове руселия се опрашват от пеперуди и колибри.